# Škrabutnik
Škrabutnik is een plaats in de gemeente Požega in de Kroatische provincie Požega-Slavonië. De plaats telt 47 inwoners (2001).